# Rančířov
Rančířov (německy Ranzern) je obec v okrese Jihlava v Kraji Vysočina. Žije zde 546 obyvatel.

## Název
Jméno vesnice původně znělo Ranožíř (v mužském rodě) a bylo odvozeno od osobního jména Ranožír (v jeho druhé části je praslovanské žirъ - "život"; nositelem jména byl velmož (s jelením rohem v erbu) držící majetky v okolí Jihlavy a Jemnice písemně doložený v období 1234-1238). Význam místního jména byl "Ranožírův majetek". Zcela stejný původ má jméno blízkého Rantířova a Rancířova jižně od Jemnice. Původní jméno se změnilo přes mezitvar Ranžíř na Rančíř, k němuž byla přidána přípona -ov podle jmen jiných sídel. Německé jméno se vyvinulo z českého. Vývoj jména v písemných dokladech: Rancyr Minor (14. století), Ranczier (1376), Ranczir (1475), z Ranczyrzowa (1529), k Rantzer (1562), Rantzern (1678, 1718), Rantzern a Rancrow (1720), Rantzern (1751), Rantzer, Rancjř a Rancjřow (1846), Ranzern a Rancířov (1872), Ranžírov (1881) Rančířov a Ranzern (1924).

## Historie
První písemná zmínka o obci pochází z roku 1305. K roku 1376 je název doložen v podobě Ranczier. Na hranici katastrálního území Rančířova a Jihlavy se nachází v údolí řeky Jihlávky lokalita zvaná Ráj. Zde se ve středověku zpracovávala stříbrná ruda vytěžená v okolních šachtách. Pozůstatky dolování jsou v okolí dodnes znatelné.

## Přírodní poměry
Nachází se šest kilometrů jižně od Jihlavy a devět kilometrů severně od Stonařova. Geomorfologicky je oblast součástí Česko-moravské subprovincie, konkrétně Křižanovské vrchoviny a jejího podcelku Brtnická vrchovina, v jehož rámci spadá pod geomorfologický okrsek Puklická pahorkatina. Průměrná nadmořská výška činí 510 metrů. Nejvyšší bod, Holý vrch (660 m n. m.), leží na východní hranici katastru obce. Obcí protéká řeka Jihlávka, do které se zleva vlévá potok Okrouhlík. Na tomto potoce se nachází Vodárenský rybník.
Na území obce se nachází památné stromy. Na severovýchodním okraji obce u čp. 32 roste 25 metrů vysoký javor klen, jehož stáří je odhadováno na 150 let. Nad pravým břehem řeky Jihlávky na okraji lesního porostu severozápadně od obce u bývalého kříže stojí čtyři 28metrové lípy srdčité s odhadovaným stářím 150 let.

## Obyvatelstvo
Podle sčítání 1930 zde žilo v 48 domech 278 obyvatel. 66 obyvatel se hlásilo k československé národnosti a 210 k německé. Žilo zde 261 římských katolíků, 5 evangelíků a 8 příslušníků Církve československé husitské.
| Rok            | 1869 | 1880 | 1890 | 1900 | 1910 | 1921 | 1930 | 1950 | 1961 | 1970 | 1980 | 1991 | 2001 | 2011 | 2021 |
| -------------- | ---- | ---- | ---- | ---- | ---- | ---- | ---- | ---- | ---- | ---- | ---- | ---- | ---- | ---- | ---- |
| Počet obyvatel | 261  | 278  | 269  | 255  | 269  | 259  | 278  | 210  | 190  | 189  | 196  | 168  | 194  | 372  | 452  |
| Počet domů     | 33   | 35   | 36   | 36   | 40   | 39   | 48   | 50   | 43   | 45   | 43   | 51   | 61   | 113  | 145  |

## Obecní správa a politika
Mezi lety 1869–1976 Rančířov byl obcí v okrese Jihlava (1869–1930), poté v okrese Jihlava-okolí (1950) a později opět v okrese Jihlava. Od 1. srpna 1976 do 31. prosince 1991 patřil jako část statutárního města k Jihlavě a od 1. ledna 1992 je opět samostatnou obcí. V letech 1869–1879 k obci patřily jako osady vesnice Čížov a Rosice.

### Zastupitelstvo a starosta
Obec má sedmičlenné zastupitelstvo, v jehož čele od roku 2010 stojí starosta Jaroslav Pech.
| Období    | Voliči | Účast v % | Mandáty | Výsledky                         | Starosta         |
| --------- | ------ | --------- | ------- | -------------------------------- | ---------------- |
| 2002–2006 | 148    | 66,89     | 7       | 7 Nezávislí kandidáti Rančířov   | Bohuslav Svoboda |
| 2006–2010 | 202    | 40,59     | 7       | 7 Nezávislí kandidáti Rančířov   | Bohuslav Svoboda |
| 2010–2014 | 250    | 78,00     | 7       | 5 Nezávislí 2 Změna pro Rančířov | Jaroslav Pech    |
| 2014–2018 | 288    | 35,76     | 7       | 7 SDRUŽENÍ NEZÁVISLÝCH KANDIDÁTŮ | Jaroslav Pech    |

### Obecní symboly
Znak a vlajka byly obci uděleny rozhodnutím předsedkyně Poslanecké sněmovny Parlamentu České republiky dne 18. května 2012. Znak: V modrém štítě nad zlatým návrším s černými hornickými kladívky vztyčený klíč, postavený meč a jelení paroh, vše zlaté. Vlajka: List tvoří dva vodorovné pruhy, modrý a vypouklý žlutý, v poměru 7 : 1. Uprostřed modrého pruhu klíč zuby nahoru a k žerďovému okraji, meč hrotem k dolnímu okraji listu a jelení paroh, vše žluté. Ve žlutém pruhu sahajícím do sedmi desetin šířky listu černá hornická kladívka. Poměr šířky k délce listu je 2 : 3.

## Hospodářství a doprava
V obci sídlí firmy CASHBACK TRADING s.r.o., VB PALIVOVÉ DŘEVO s.r.o., SLUŽBY H+H, s.r.o., COLAS CZ, a.s., POSITIVO s.r.o., LUNDES s.r.o., OTTIMA a.s., ARMYTECH s.r.o., SP facility s.r.o., ABUS s.r.o., CORHA Jihlava, v.o.s., STARON - CZ, s.r.o., PRIMA CAR, s.r.o., TeS, spol. s r.o. Chotěboř a Hotel Vivaldi Group s.r.o. Obcí prochází silnice I. třídy č. 38 z Jihlavy do Vílance a místní komunikace III. třídy č. 03826. Dopravní obslužnost zajišťují dopravci ICOM transport, TRADO-BUS a Radek Čech - Autobusová doprava. Autobusy jezdí ve směrech Jihlava, Dačice, Bítov, Nová Říše, Stará Říše, Zadní Vydří, Opatov, Vílanec, Loučky, Stonařov, Želetava, Budeč, Znojmo, Telč, Hrotovice a Moravské Budějovice. Obcí prochází modře a žlutě značené turistické trasy. Na katastru obce se nachází lom.

## Pamětihodnosti
- Kostel svatého Petra a Pavla
- Socha svatého Josefa
- Fara
- Vodní mlýn č.p. 18

## Galerie

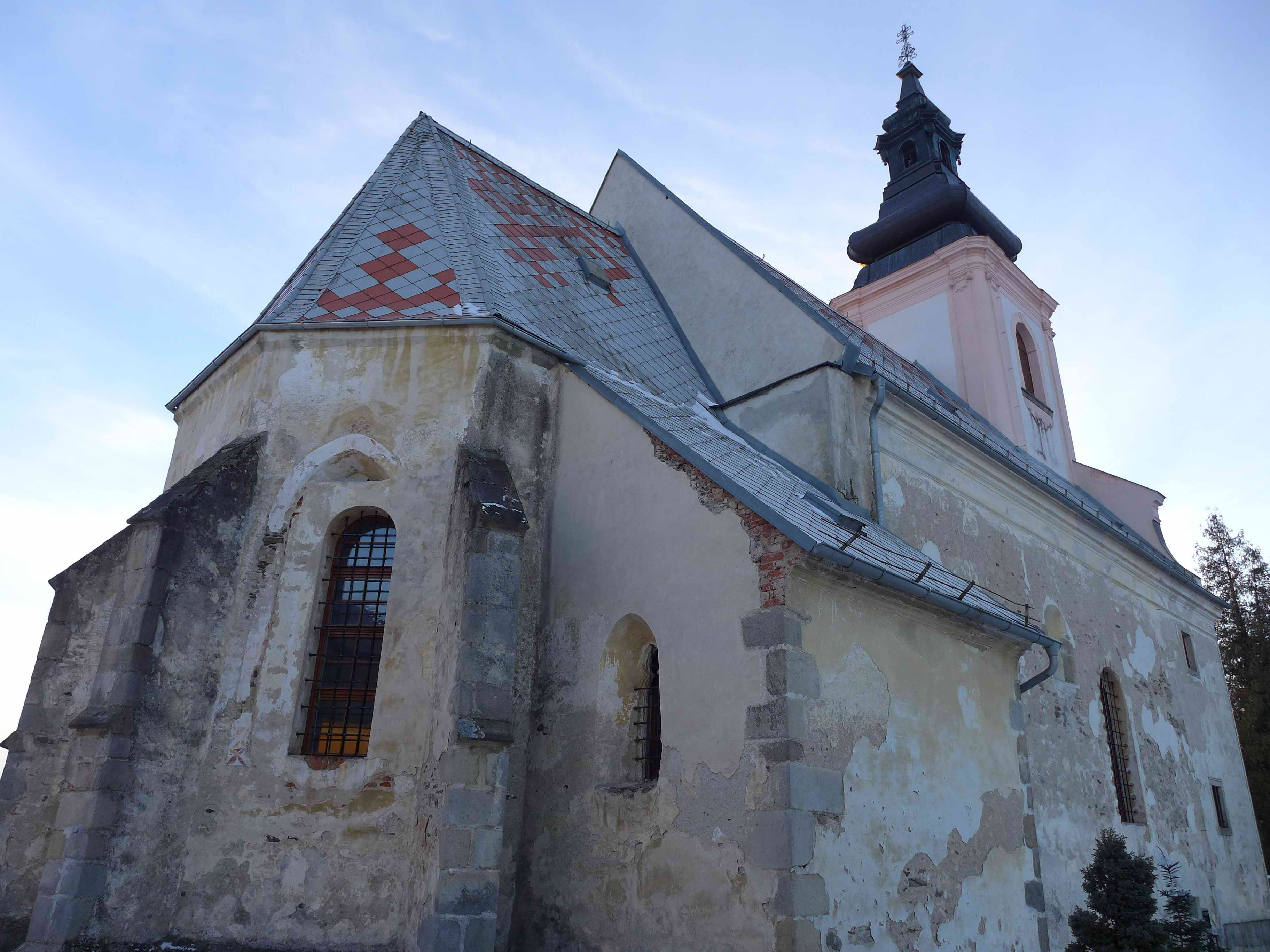
Kostel svatého Petra a Pavla
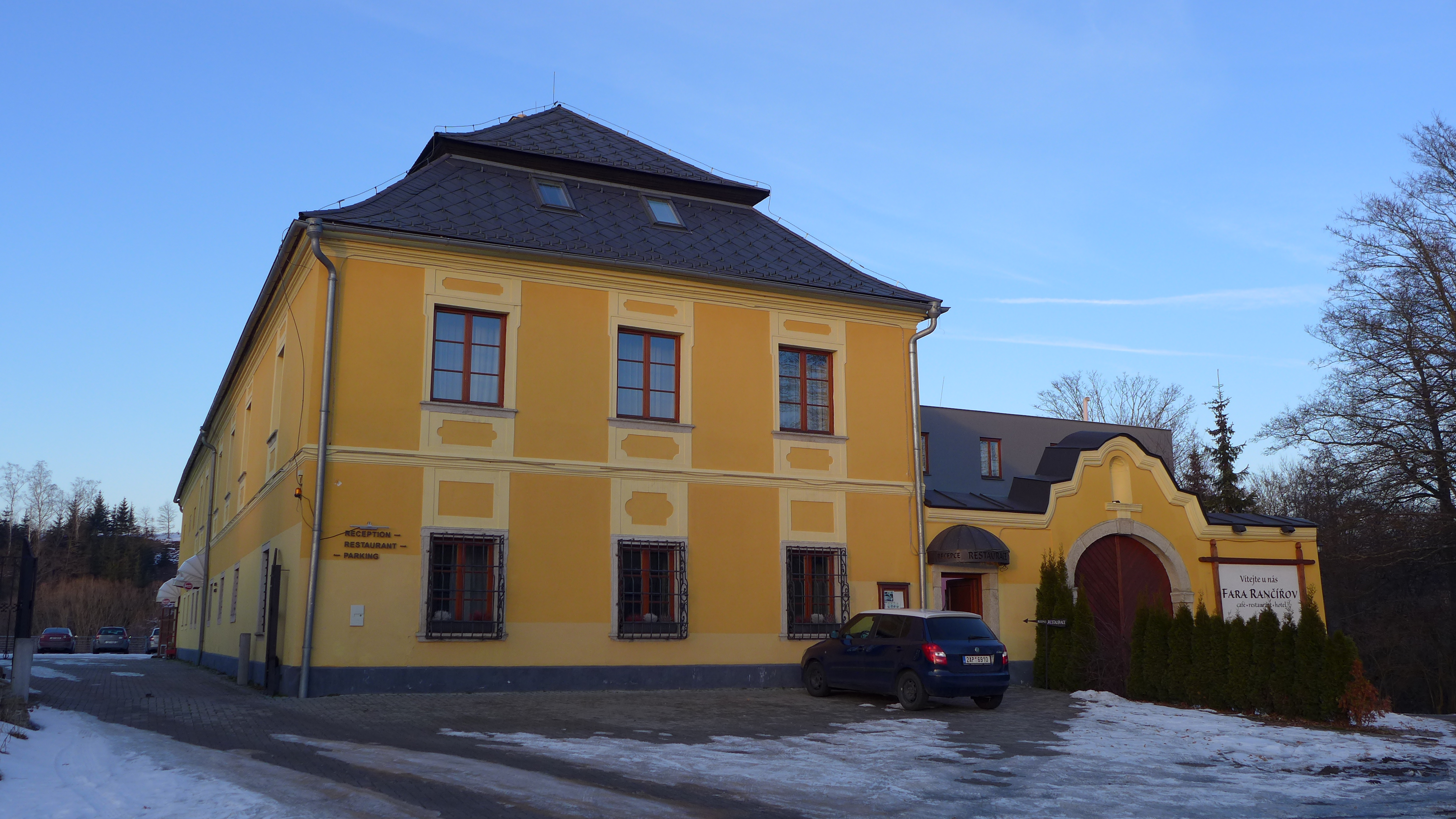
Fara
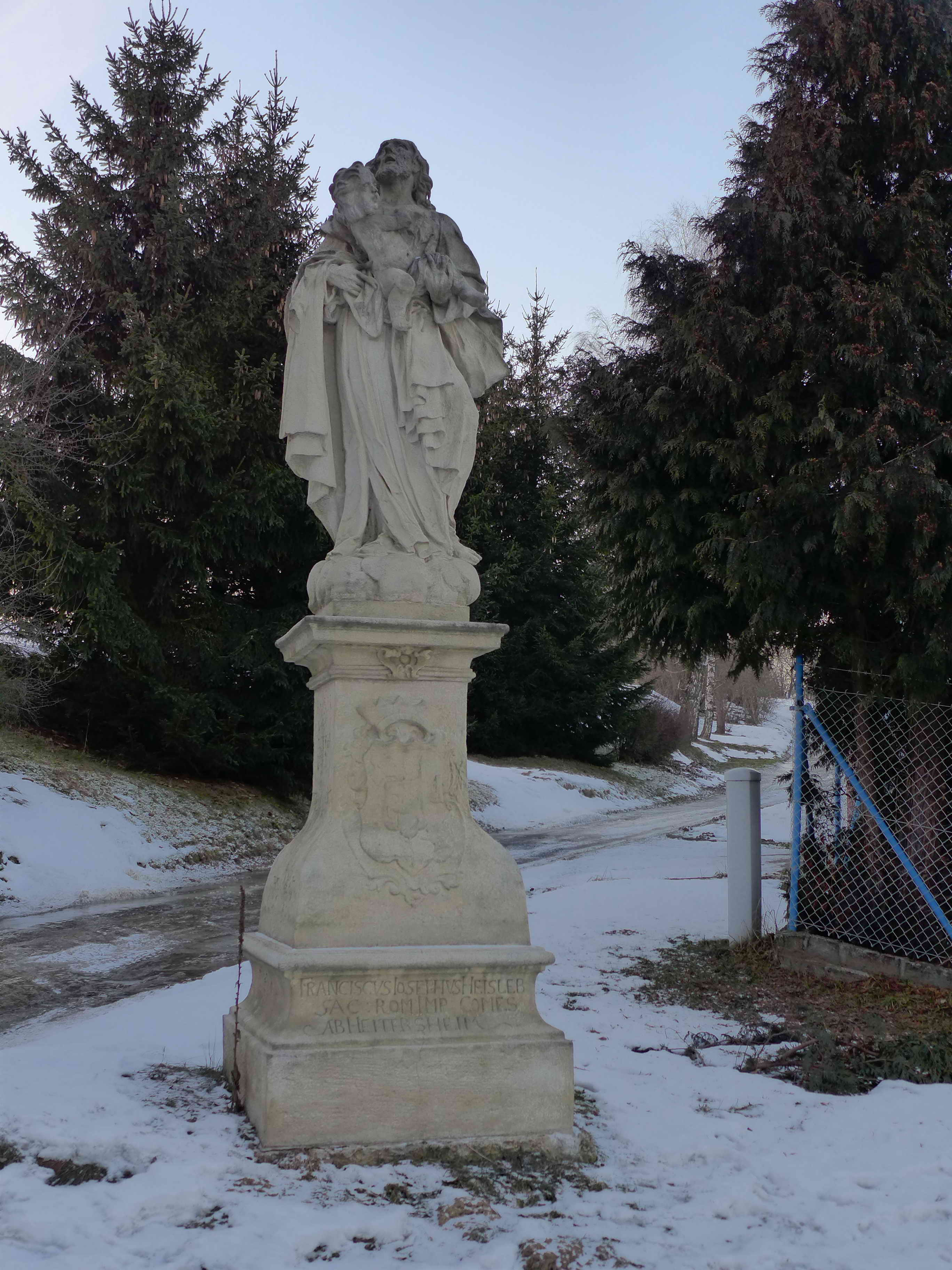
Socha svatého Josefa